# Pietro Maria Borghese
Pietro Maria Borghese, född 1599 i Siena, död 15 juni 1642 i Rom, var en italiensk kardinal och konstmecenat. Han tillhörde den inflytelserika adelsätten Borghese.

## Biografi
Pietro Maria Borghese var son till Marcantonio Borghese och Camilla Orsini. 
Påve Urban VIII utsåg honom 1624 till kardinaldiakon med San Giorgio in Velabro som titeldiakonia. Borghese bekostade ett flertal byggprojekt runtom i Italien. I Rom lät han bland annat restaurera kampanilen till Santa Maria in Cosmedin.
År 1633 utnämndes Borghese till kronkardinal över Flandern och 1638 över Republiken Genua.
Kardinal Borghese är begravd i Cappella Borghese i basilikan Santa Maria Maggiore.